# 貝爾維爾 (伊利諾伊州)
貝爾維爾（英語：Belleville）是一個位於美国伊利诺伊州聖克萊爾郡的城市。根據2010年美國人口普查，該地人口為44478人，而該地的面積約為60.87平方千米。同時該地也是聖克萊爾縣的縣治。

## 地理
貝爾維爾的座標為38°31′18″N 89°59′43″W / 38.52167°N 89.99528°W，而該地的平均海拔高度為157米（即515英尺）。